# اینچه سعیدنظام
اینچه سعیدنظام یک منطقهٔ مسکونی در ایران است که در دهستان قزل‌گچیلو واقع شده‌است.

## جمعیت:
براساس سرشماری مرکز آمار ایران در سال ۱۳۹۵، اینچه سعیدنظام ۱۳۳ نفر جمعیت دارد.